# Велики Јасеновац
Велики Јасеновац је насељено место града Зајечара у Зајечарском округу. Према попису из 2022. насеље има 184 становника.
Смештено је 27 km североисточно од града Зајечара.
Становништво села је православно, српско и влашко. Према попису становништва из 2002. године село има 365 становника. 1991. године село је имало 525 а 1948. године 1.059 становника.
У селу постоји православна црква грађена 1919—1930. године.

## Демографија
У насељу Велики Јасеновац живи 336 пунолетних становника, а просечна старост становништва износи 52,7 година (47,6 код мушкараца и 57,4 код жена). У насељу има 148 домаћинстава, а просечан број чланова по домаћинству је 2,50.
Ово насеље је углавном насељено Србима (према попису из 2002. године), а у последња три пописа, примећен је пад у броју становника.
|  |

| Демографија | Демографија | Демографија |
| Година      | Становника  | Становника  |
| ----------- | ----------- | ----------- |
| 1948.       | 1.059       |             |
| 1953.       | 992         |             |
| 1961.       | 880         |             |
| 1971.       | 835         |             |
| 1981.       | 677         |             |
| 1991.       | 525         | 475         |
| 2002.       | 370         | 420         |

| Етнички састав према попису из 2002.‍ | Етнички састав према попису из 2002.‍ | Етнички састав према попису из 2002.‍ | Етнички састав према попису из 2002.‍ | Етнички састав према попису из 2002.‍ |
| ------------------------------------ | ------------------------------------ | ------------------------------------ | ------------------------------------ | ------------------------------------ |
|                                      |                                      |                                      |                                      |                                      |
| Срби                                 | Срби                                 |                                      | 253                                  | 68,37%                               |
| Власи                                | Власи                                |                                      | 94                                   | 25,40%                               |
| Румуни                               | Румуни                               |                                      | 1                                    | 0,27%                                |
| непознато                            | непознато                            |                                      | 15                                   | 4,05%                                |

| Година пописа     | 1948. | 1953. | 1961. | 1971. | 1981. | 1991. | 2002. |
| ----------------- | ----- | ----- | ----- | ----- | ----- | ----- | ----- |
| Број домаћинстава | 245   | 241   | 239   | 223   | 184   | 175   | 148   |

| Број чланова      | 1  | 2  | 3  | 4  | 5 | 6  | 7 | 8 | 9 | 10 и више | Просек |
| ----------------- | -- | -- | -- | -- | - | -- | - | - | - | --------- | ------ |
| Број домаћинстава | 50 | 44 | 20 | 13 | 9 | 11 | 0 | 0 | 1 | 0         | 2,50   |

| Пол    | Укупно | Неожењен/Неудата | Ожењен/Удата | Удовац/Удовица | Разведен/Разведена | Непознато |
| ------ | ------ | ---------------- | ------------ | -------------- | ------------------ | --------- |
| Мушки  | 160    | 27               | 106          | 14             | 13                 | 0         |
| Женски | 181    | 7                | 101          | 67             | 6                  | 0         |
| УКУПНО | 341    | 34               | 207          | 81             | 19                 | 0         |

| Пол    | Укупно                    | Пољопривреда, лов и шумарство | Рибарство                            | Вађење руде и камена | Прерађивачка индустрија       |
| ------ | ------------------------- | ----------------------------- | ------------------------------------ | -------------------- | ----------------------------- |
| Мушки  | 77                        | 30                            | 0                                    | 0                    | 5                             |
| Женски | 22                        | 19                            | 0                                    | 0                    | 0                             |
| УКУПНО | 99                        | 49                            | 0                                    | 0                    | 5                             |
| Пол    | Производња и снабдевање   | Грађевинарство                | Трговина                             | Хотели и ресторани   | Саобраћај, складиштење и везе |
| Мушки  | 1                         | 1                             | 4                                    | 1                    | 20                            |
| Женски | 0                         | 0                             | 0                                    | 0                    | 0                             |
| УКУПНО | 1                         | 1                             | 4                                    | 1                    | 20                            |
| Пол    | Финансијско посредовање   | Некретнине                    | Државна управа и одбрана             | Образовање           | Здравствени и социјални рад   |
| Мушки  | 0                         | 0                             | 4                                    | 3                    | 0                             |
| Женски | 0                         | 0                             | 0                                    | 3                    | 0                             |
| УКУПНО | 0                         | 0                             | 4                                    | 6                    | 0                             |
| Пол    | Остале услужне активности | Приватна домаћинства          | Екстериторијалне организације и тела | Непознато            | Непознато                     |
| Мушки  | 3                         | 0                             | 0                                    | 5                    | 5                             |
| Женски | 0                         | 0                             | 0                                    | 0                    | 0                             |
| УКУПНО | 3                         | 0                             | 0                                    | 5                    | 5                             |